# Xantener Berichte
Die Xantener Berichte (Untertitel: Grabung – Forschung – Präsentation) sind die Hauptschriftenreihe des LVR-Archäologischen Parks und RömerMuseums Xanten. In der Reihe erscheinen sowohl Sammelbände mit Aufsätzen aus dem Provinzialrömischen Bereich mit einem natürlichen Schwerpunkt auf der Erforschung der Colonia Ulpia Traiana als auch monografische Grabungsberichte, monografische Aufarbeitungen von Grabungen sowie Ausstellungskataloge.
Der erste Band wurde 1992 im Rheinland-Verlag (in Kommission im Rudolf-Habelt-Verlag Bonn) in Pulheim publiziert. Ab Band 9 (2000) ging die Reihe zum Verlag Philipp von Zabern. Band 32 erschien zudem in einer inhaltsgleichen Form auch als Softcoverausgabe im Nünnerich-Asmus-Verlag, anschließend ging die Reihe an diesen Verlag.
- Band: Bandnummer
- Jahr: Publikationsjahr
- Titel: Titel wenn möglich mit allen Untertiteln; ohne meint jahrbuchartige Sammelbände, die unter dem Untertitel Grabung – Forschung – Präsentation erscheinen
- Autor: verantwortliche Personen, wenn nicht anders gekennzeichnet die Autoren; H meint Herausgeber, R Redakteur; Namen in Klammer bezeichnen Mitautoren von einzelnen Kapiteln in Monografien
- Form bezeichnet die Art der Publikation:
  - H: Hochschulschrift (Dissertationen beziehungsweise Habilitationsschriften)
  - A: Ausstellungskatalog oder -begleitband
  - M: Monografie
  - S: Sammelband
  - T: Tagungsband
- Anmerkung: wichtige Bemerkungen, die nicht durch die anderen Punkte abgedeckt sind
- ISB-Nummer: ISB-Nummer, vor der Einführung der 13-stelligen Nummern immer die zehnstelligen, seitdem immer die 13-stelligen, selbst wenn es für die jeweiligen Bände beide gibt; die Angabe von zwei Nummern bezieht sich auf verschiedene ISB-Nummern aufgrund verschiedener Publikationsarten, etwa als Hard- oder Softcoverausgaben beziehungsweise Buchhandels- und Museumsausgaben.

| Band | Jahr | Titel | Autor                                                                                | Form | Anmerkung                                                                    | ISBN                                          |
| ---- | ---- | --- | ------------------------------------------------------------------------------------ | ---- | ---------------------------------------------------------------------------- | --------------------------------------------- |
| 01   | 1992 | Colonia Ulpia Traiana. Insula 38: Untersuchungen zur Feinkeramik anhand der Funde aus den Ausgrabungen der sogenannten Herbergsthermen | Kerstin Kraus (mit Clive Bridger)                                                    | M    |                                                                              | ISBN 3-7927-1278-4                            |
| 02   | 1992 | Die römische Stadt im 2. Jahrhundert n. Chr. Der Funktionswandel des öffentlichen Raumes. Kolloquium in Xanten vom 2. bis 4. Mai 1990 | Hans-Joachim Schalles (H)                                                            | T    |                                                                              | ISBN 3-7927-1252-0                            |
| 03   | 1993 | Geschichte aus dem Kies. Neue Funde aus dem Alten Rhein bei Xanten. Publikation zur Ausstellung im Regionalmuseum Xanten vom 6. Juni bis 31. Oktober 1993 | Hans-Joachim Schalles, Charlotte Schreiter (H)                                       | A    | = Führer des Regionalmuseums Xanten Nr. 34                                   | ISBN 3-7927-1378-0                            |
| 04   | 1994 | Töpfereischutt des 1. Jahrhunderts n. Chr. aus dem Bereich der Colonia Ulpia Traiana (Schnitt 76/20) | Bernd Liesen                                                                         | H    | Dissertation, Universität Freiburg                                           | ISBN 3-7927-1410-8                            |
| 05   | 1994 | ohne | Stefan Kraus, Anita Rieche (R)                                                       | S    |                                                                              | ISBN 3-7927-1415-9                            |
| 06   | 1995 | ohne | Stefan Kraus, Anita Rieche (R)                                                       | S    |                                                                              | ISBN 3-7927-1504-X                            |
| 07   | 1998 | Bestattungssitte und kulturelle Identität. Grabanlagen und Grabbeigaben der frühen römischen Kaiserzeit in Italien und den Nordwest-Provinzen. Kolloquium in Xanten vom 16. bis 18. Februar 1995: „Römische Gräber des 1. Jahrhunderts n. Chr. in Italien und den Nordwestprovinzen“ | Peter Fasold (H)                                                                     | T    |                                                                              | ISBN 3-7927-1620-8                            |
| 08   | 1999 | ohne | Anita Rieche (R)                                                                     | S    |                                                                              | ISBN 3-7927-1736-0                            |
| 09   | 2000 | Genese, Struktur und Entwicklung römischer Städte im 1. Jahrhundert n. Chr. in Nieder- und Obergermanien. Kolloquium vom 17. bis 19. Februar 1998 im Regionalmuseum Xanten | Gundolf Precht, Norbert Zieling (H)                                                  | T    |                                                                              | ISBN 3-8053-2752-8                            |
| 10   | 2002 | Die Fibeln aus dem Areal der Colonia Ulpia Traiana | Ulrich Boelicke (mit Thilo Rehren)                                                   | M    |                                                                              | ISBN 3-8053-2944-X                            |
| 11   | 2001 | Die römischen Wandmalereien aus dem Stadtgebiet der Colonia Ulpia Traiana. Teil 1: Die Funde aus den Privatbauten | Elisabeth Hähner, Brita Jansen, Michael Zelle                                        | M    | Teil 2 erschien 2024 als Band 48 der Xantener Berichte                       | ISBN 3-8053-2873-7                            |
| 12   | 2001 | ohne | Anita Rieche (R)                                                                     | S    | Festschrift für Gundolf Precht                                               | ISBN 3-8053-2960-1                            |
| 13   | 2003 | Römische Keramik, Herstellung und Handel. Kolloquium Xanten, 15. bis 17. Juni 2000 | Bernd Liesen, Ulrich Brandl (H)                                                      | T    |                                                                              | ISBN 3-8053-3237-8                            |
| 14   | 2006 | ohne | Joachim von Freeden, Ingo Martell (R)                                                | S    |                                                                              | ISBN 3-8053-3670-5                            |
| 15   | 2009 | ohne | Sebastian Ristow (R)                                                                 | S    |                                                                              | ISBN 978-3-8053-4221-6                        |
| 16   | 2009 | Waffen in Aktion. Akten der 16. Internationalen Roman Military Equipment Conference (ROMEC), Xanten, 13. bis 16. Juni 2007 | Alexandra W. Busch, Hans-Joachim Schalles (H)                                        | T    |                                                                              | ISBN 978-3-8053-4222-3                        |
| 17   | 2010 | Graffiti auf römischer Gefäßkeramik aus dem Bereich der Colonia Ulpia Traiana, Xanten | Stephan Weiß-König                                                                   | H    | Dissertation Universität Frankfurt 2005                                      | ISBN 978-3-8053-4273-5                        |
| 18   | 2010 | Die frühkaiserzeitliche Manuballista aus Xanten-Wardt | Hans-Joachim Schalles (H)                                                            | S    |                                                                              | ISBN 978-3-8053-4274-2                        |
| 19   | 2011 | Schutzbauten und Rekonstruktionen in der Archäologie. Von der Ausgrabung zur Präsentation. Xanten, 21. bis 23. Oktober 2009. Eine Tagung des Institutum Archaeologicum Germanicum | Martin Müller, Thomas Otten, Ulrike Wulf-Rheidt (H)                                  | T    | gemeinsam mit dem Deutschen Archäologischen Institut; teilweise auf Englisch | ISBN 978-3-8053-4344-2                        |
| 20   | 2011 | Terra Sigillata in den germanischen Provinzen. Kolloquium Xanten, 13. bis 14. November 2008 | Bernd Liesen (H)                                                                     | T    |                                                                              | ISBN 978-3-8053-4345-9                        |
| 21   | 2011 | Gefährliches Pflaster. Kriminalität im Römischen Reich | Marcus Reuter, Romina Schiavone                                                      | K    | eine Ausstellung des LVR-Archäologischen Parks Xanten – LVR-RömerMuseums     | ISBN 978-3-8053-4393-0 ISBN 978-3-8053-4382-4 |
| 22   | 2011 | Der Xantener Knabe. Technologie, Ikonographie, Funktion und Datierung | Uwe Peltz, Hans-Joachim Schalles                                                     | S    |                                                                              | ISBN 978-3-8053-4431-9                        |
| 23   | 2012 | Legio XXX Ulpia victrix. Ihre Geschichte, ihre Soldaten, ihre Denkmäler | Marcus Reuter                                                                        | M    |                                                                              | ISBN 978-3-8053-4586-6                        |
| 24   | 2012 | ohne |                                                                                      | S    |                                                                              | ISBN 978-3-8053-4587-3                        |
| 25   | 2013 | Die Capitolsinsula der Colonia Ulpia Traiana. Siedlungsgeschichtliche Entwicklung | Gundolf Precht                                                                       | M    |                                                                              | ISBN 978-3-8053-4746-4                        |
| 26   | 2013 | Die römischen Beinartefakte aus dem Gebiet der Colonia Ulpia Traiana (Xanten) | Patrick Jung (mit Hubert Berke, Astrid Dingeldey, Ina Vanden Berghe, Marina Van Boš) | M    |                                                                              | ISBN 978-3-8053-4790-7                        |
| 27   | 2014 | Römische Keramik in Niedergermanien. Produktion – Handel – Gebrauch. Beiträge zur Tagung der Rei Cretariae Romanae Fautores, 21. bis 26. September 2014, LVR-RömerMuseum im Archäologischen Park Xanten                                                                              | Bernd Liesen (H)                                                                     | T    |                                                                              | ISBN 978-3-8053-4850-8                        |
| 28   | 2015 | Natursteinverkleidungen in den Bauten der Colonia Ulpia Traiana | Vilma Ruppienė                                                                       | H    | Dissertation Universität Würzburg 2013                                       | ISBN 978-3-8053-4971-0                        |
| 29   | 2015 | Die Fundmünzen der römischen Zeit aus dem Bereich der Colonia Ulpia Traiana | Holger Komnick                                                                       | M    |                                                                              | ISBN 978-3-8053-4972-7                        |
| 30   | 2017 | ohne |                                                                                      | S    |                                                                              | ISBN 978-3-8053-5121-8                        |
| 31   | 2017 | Die Grabung 80/26 zwischen Insulae 15 und 22 der Colonia Ulpia Traiana | Alice Willmitzer (mit Anja Prust)                                                    | M    |                                                                              | ISBN 978-3-8053-5135-5                        |
| 32   | 2018 | Warenwege – Warenflüsse. Handel, Logistik und Transport am römischen Niederrhein | Christoph Eger (H)                                                                   | K    |                                                                              | ISBN 978-3-96176-052-7 ISBN 978-3-8053-5174-4 |
| 33   | 2020 | ohne |                                                                                      | S    |                                                                              | ISBN 978-3-96176-105-0                        |
| 34   | 2021 | Exploring Heritage. Wege digitaler Archäologievermittlung im Museum | Stephan Quick (H)                                                                    | M    |                                                                              | ISBN 978-3-96176-157-9                        |
| 35   | 2022 | Die Stadtmauer der Colonia Ulpia Traiana, Xanten | Johannes Schießl                                                                     | M    |                                                                              | ISBN 978-3-96176-158-6                        |
| 36   | 2021 | ohne |                                                                                      | S    |                                                                              | ISBN 978-3-96176-173-9                        |
| 37   | 2022 | Der Hafentempel auf Insula 37 der Colonia Ulpia Traiana, Xanten. Tempelbau und Temenos des coloniazeitlichen Heiligtums. Architektur, Baudekor, Skulptur | Werner Oenbrink                                                                      | M    |                                                                              | ISBN 978-3-96176-192-0                        |
| 38   | 2022 | Der Hafen der Colonia Ulpia Traiana, Xanten. Ausgrabungen im Vorfeld der nordöstlichen Stadtmauer 1934–1993. Die Befunde | Valeria Selke                                                                        | M    |                                                                              | ISBN 978-3-96176-205-7                        |
| 39   | 2022 | Der Hafen der Colonia Ulpia Traiana, Xanten. Ausgrabungen im Vorfeld der nordöstlichen Stadtmauer 1934–1993. Die Feinkeramik | Regina Franke                                                                        | M    |                                                                              | ISBN 978-3-96176-206-4                        |
| 40   | 2023 | Göttinnen der Germania inferior. Neue archäologische Untersuchungen zur Ikonographie der Matronen | Astrid Schmölzer                                                                     | H    |                                                                              | ISBN 978-3-96176-220-0                        |
| 41   | 2023 | Zwischen Töpfer und Verbraucher / Between Potter and Consumer | Bernd Liesen (H)                                                                     | T    |                                                                              | ISBN 978-3-96176-221-7                        |
| 42   | 2023 | Die Fundmünzen der römischen Zeit aus dem Bereich des Legionslagers Vetera I, Xanten | Holger Komnick                                                                       | M    |                                                                              | ISBN 978-3-96176-222-4                        |
| 43   | 2023 | Die Insula 6 der Colonia Ulpia Traiana, Xanten. Die Grabungen der Jahre 2009–2014 und die Grabungen von 1982. Die Befunde | Bernhard Rudnick                                                                     | M    |                                                                              | ISBN 978-3-96176-243-9                        |
| 44   | 2023 | Die Insula 6 der Colonia Ulpia Traiana, Xanten. Der nordwestliche Bereich der Grabungen der Jahre 2009–2014 und die Grabungen von 1982. Die Funde | Alice Willmitzer                                                                     | M    |                                                                              | ISBN 978-3-96176-244-6                        |
| 45   | 2024 | Armee und Romanisierung. Hispanien und Germanien im Vergleich | Christoph Eger, Sabine Panzram, Markus Trunk (H)                                     | T    |                                                                              | ISBN 978-3-96176-245-3                        |
| 46   | 2024 | Augusta Emerita. Roms Metropole in Spanien | Christoph Eger, Trinidad Nogales Basarrate (H)                                       | A    |                                                                              | ISBN 978-3-96176-269-9                        |
| 47   | 2024 | Colonia Ulpia Traiana, Xanten. Die geophysikalischen Untersuchungen mit GPR der Jahre 2006 bis 2023 | Martin Müller, Bernhard Rudnick, Norbert Zieling                                     | M    |                                                                              | ISBN 978-3-96176-305-4                        |
| 48   | 2024 | Die römischen Wandmalereien aus dem Stadtgebiet der Colonia Ulpia Traiana II. Die Funde aus den öffentlichen Gebäuden | Elisabeth Hähner, Brita Jansen, Michael Zelle                                        | M    | Fortsetzung von Band 11 der Xantener Berichte                                | ISBN 978-3-96176-306-1                        |
| 49   | 2024 | ohne |                                                                                      | S    |                                                                              | ISBN 978-3-96176-308-5                        |